# Zona de Defensa 5
La Zona de Defensa 5 (Z Def 5) fue una de las cinco zonas de defensa del Ejército Argentino creadas originalmente por el Plan de Capacidades Marco Interno de 1972.

## Historia
La jurisdicción de la Zona 5 abarcaba el sur de la provincias de Buenos Aires, la totalidad de Chubut, Río Negro, Neuquén, Santa Cruz y Tierra del Fuego, Antártida e Islas del Atlántico Sur.

## Organización
La Zona de Defensa 5 se organizaba en:
- el Comando (Cdo Z Def 5), a cargo del Comando del V Cuerpo con sede en la Guarnición Militar Bahía Blanca;
- la Subzona 51 (a cargo del segundo comandante del V Cuerpo), conformada por una parte de Buenos Aires y una parte de Río Negro;[4]
- la Subzona 52 (a cargo del Comando de la VI Brigada de Infantería de Montaña), compuesta por Neuquén y la parte no abarcada por la Subzona 51;[5]
- Subzona 53 (a cargo del Comando de la IX Brigada de Infantería), compuesta por Chubut, Santa Cruz y Tierra del Fuego, Antártida e Islas del Atlántico Sur;[6]
- y la Subzona 54, creada en 1980 y compuesta por las guarniciones de Río Gallegos, Río Turbio, Puerto Santa Cruz y Comandante Luis Piedrabuena.[6]

## Comandantes
Los comandantes de la Zona de Defensa 5 fueron:
- General de división Osvaldo René Azpitarte[nota 1] (1976-1977)
- General de división José Antonio Vaquero (1977-1979)
- General de división José Rogelio Villarreal (1980-1981)
- General de división Osvaldo Jorge García (1981-ca. 1982)[8]